# 克利丁
克利丁是德国莱茵兰-普法尔茨州的一个市镇。总面积5.27平方公里，总人口229人，其中男性118人，女性111人（2011年12月31日），人口密度43人/平方公里。